# Am Ende des Sommers (2018)
Am Ende des Sommers ist ein deutscher Fernsehfilm der Frühling-Filmreihe von Michael Karen, der am 13. Mai 2018 erstmals im ZDF ausgestrahlt wurde.
Der Film erzählt die Geschichte der Dorfhelferin Katja Baumann, gespielt von Simone Thomalla, die Familien in Notsituationen zur Seite steht und gleichzeitig versucht Frühling in die Herzen der Menschen zu tragen. Es ist der 18. Film einer Reihe, in deren Mittelpunkt die Menschen des Dorfes mit Namen Frühling stehen.
Marco Girnth ist in einer wiederkehrenden Rolle als Tierarzt Mark Weber besetzt sowie Caroline Ebner als Ärztin Dr. Schneiderhahn und Johannes Herrschmann als Pfarrer Sonnleitner. Christoph M. Ohrt und Kristo Ferkic sind als Vater-Sohn-Gespann Jan und Adrian Steinmann dabei und Jan Sosniok als Tom Kleinke. Julia Beautx ist wiederum als Lilly Engel besetzt. In tragenden Rollen sind Aniya Wendel, Adina Vetter, Johanna Klante, Bettina Mittendorfer und Birge Schade besetzt.

## Handlung
Judith Kleinke, in deren Familie Dorfhelferin Katja Baumann vor einigen Wochen ausgeholfen hatte, ist aus der Rehaklinik zurück. Von ihrer Depression ist fast nichts mehr zu spüren. Im Gegenteil, voller Tatendrang macht sie sich auf den Weg zu einem Vorstellungsgespräch, um endlich wieder in ihr altes Leben zurückzufinden. Katja wird derweil von Tom Kleinke gebeten, die jüngste Tochter zum Tierarzt zu begleiten, da ihr neues Meerschweinchen kränkelt. Auf dem Weg dorthin kommt sie an einem Unfallort vorbei und stellt entsetzt fest, dass Familie Kleinke erneut vom Schicksal getroffen wurde, denn Judith Kleinke ist soeben tödlich verunglückt. Ratlos, wie sie dies den Töchtern Marie und Nora begreiflich machen soll, sucht sie, auch für sich selbst, Hilfe bei Pfarrer Sonnleitner. 
Die nun folgenden Tage sind für alle nicht leicht. Katja muss nicht nur den trauernden Familienangehörigen beistehen, sondern auch Adrian, dem Sohn ihres neuen Vermieters, der in Nora Kleinke verliebt ist. Im Raum steht unausgesprochen, dass Judith Kleinke Selbstmord begehen wollte aufgrund ihrer vorhergehenden Depressionen. Katja zweifelt jedoch an diesem Verdacht. Sie ist vielmehr der Meinung, dass mit dem Haus etwas nicht stimmen könnte, denn nicht nur das Meerschweinchen, auch Nora kränkelt zunehmend, und die Pflanzen im Haus gedeihen ebenfalls nicht. Katjas Recherche hat zudem ergeben, dass auch der Hund der Vorbesitzer erkrankt und fast gestorben wäre. Als massenhaft tote Marienkäfer auf dem Fensterbrett liegen,  kontaktiert Katja die Vorbesitzer des Hauses und erfährt, dass sie ähnliche Probleme hatten und deshalb das „verwünschte“ Haus wieder loswerden wollten. Katja setzt sich mit einem Schadstoffexperten in Verbindung. Dieser vermutet PCB-haltige Substanzen, die vor Jahren als Holzschutzmittel verwendet wurden und sich nur sehr langsam abbauen. Dafür sprechen nicht nur die von Katja beobachteten Symptome, sondern auch die massiven Vergiftungserscheinung von Judith Kleinke, die falsch behandelt wurde, weil sie nicht an einer Depression litt, sondern an einer Vergiftung, die letztendlich auch zu dem tragischen Unfall führte. Nachdem Familie Kleinke in dem alten Bauernhaus nicht mehr wohnen will, zieht sie vorübergehend in einen Campingwagen, um sich nicht weiter einer solchen Belastung auszusetzen. Irgendwann wollen sie sich auf dem Grundstück ein neues, unbelastetes Haus bauen.

## Produktionsnotizen
Die Episode wurde vom ZDF in Zusammenarbeit mit „Seven Dogs Filmproduktion“ und UFA Fiction produziert und im Rahmen der ZDF-„Herzkino“-Reihe ausgestrahlt. Die Dreharbeiten erfolgten unter dem Arbeitstitel Mama kommt nie mehr zurück vom 3. August bis 6. Oktober 2017 in Bayrischzell und Umgebung.

## Rezeption

### Einschaltquote
Bei der Erstausstrahlung am 13. Mai 2018 wurde Am Ende des Sommers in Deutschland von 5,39 Millionen Zuschauern gesehen, was einem Marktanteil von 16,2 Prozent entsprach. 

### Kritik
Rainer Tittelbach von tittelbach.tv befand, es würde in dieser Episode „zu viel Trauer getragen. 1:1 dargestellter Schmerz ist in einem solchen Genre allenfalls eine Aufforderung zum Mitgefühl (man tritt mit den Figuren auf der Stelle), die Geschichte aber bringt das Leiden nicht weiter.“ Weiterhin findet Tittelbach, man sollte „die Heldin wie in ‚Am Ende des Sommers‘ öfter mal an ihre Grenzen stoßen lassen. Es muss nicht gleich eine völlige Fehleinschätzung der Lage sein, kein Verhalten, das die Handlung künstlich dramatisiert, sondern ein Verhalten, das die Heldin etwas weniger souverän erscheinen lässt. In den privaten Geschichten sind Ansätze dazu seit Jahren vorhanden – allein beruflich ist Katja Baumann bisher die unfehlbare Dorfhelferin.“
Die Kritiker der Fernsehzeitschrift TV Spielfilm gaben dieser Folge den „Daumen gerade“ und kamen zu dem Ergebnis: „Trauerbewältigung und Ursachenforschung stehen im Mittelpunkt dieser Folge. Ein wenig aufgelockert wird das Familiendrama durch den Fund pikanter Fotos und eine Marienkäfer-Invasion im Keller.“

## Verweise
- Am Ende des Sommers bei IMDb
- Am Ende des Sommers bei Fernsehserien.de
- Am Ende des Sommers  bei crew united